# Leptotarsus brevipalpis
Leptotarsus brevipalpis är en tvåvingeart som först beskrevs av Alexander 1920.  Leptotarsus brevipalpis ingår i släktet Leptotarsus och familjen storharkrankar. Inga underarter finns listade i Catalogue of Life.